# Amparo López Antelo
Amparo López Antelo (San Sebastián, Guipúzcoa, 1971) es una política española. Es Consejera de Función Pública, Interior y Justicia del Gobierno de Navarra (desde 2023).

## Biografía
Nacida en San Sebastián en 1971. Tras licenciarse en Derecho (1989-1994) y realizar un máster en Administración Pública (1997-1998) en la Universidad del País Vasco, completó su formación universitaria con un posgrado en Gestión y Planificación de la Movilidad en la Universidad Politécnica de Cataluña y en la Universidad Pompeu Fabra; y un máster en Experto en liderazgo de equipos y resolución de conflictos en la Universidad de Mondragón.
Ha sido directora de Tráfico del Gobierno Vasco (2009-2013); técnica de Desarrollo Local, Empleo, Turismo, Comercio e Industria en el Ayuntamiento del Valle de Egüés (2015-2016); directora de Administración de Justicia en el Gobierno Vasco (2016-2017), directora de cursos de verano de la Universidad del País Vasco, y profesora de grado de Gestión de Seguridad y Emergencias en la Escuela Universitaria de Ingeniería Técnica Industrial de Éibar. Posteriormente fue alcaldesa de la localidad navarra de Huarte por el Partido Socialista de Navarra (junio-agosto de 2019); y directora general de Presidencia, Igualdad, Función Pública e Interior.
María Chivite la nombró (agosto de 2023) Consejera de Función Pública, Interior y Justicia del Gobierno de Navarra. La propia presidenta María Chivite la cesó de su cargo como Consejera de Función Pública, Interior y Justicia del Gobierno de Navarra el 4 de abril del 2024 a petición propia con el fin de tomar posesión de una plaza de funcionaria publica en el Ayuntamiento de Egües dado que existe incompatibilidad entre el cargo de consejera y la toma de posesión de una plaza pública. Amparo López fue nuevamente nombrada Consejera de Función Pública, Interior y Justicia del Gobierno de Navarra el 6 de abril de 2024 jurando su cargo ante la presidenta María Chivite y el vicepresidente Primero y Consejero de Presidencia e Igualdad del Gobierno de Navarra Félix Taberna.
Tiene un hijo (2002) de un matrimonio anterior. Está casada con un polícia foral. Vive en Navarra desde 2013.